# Liste der Hallenkirchen in Estland

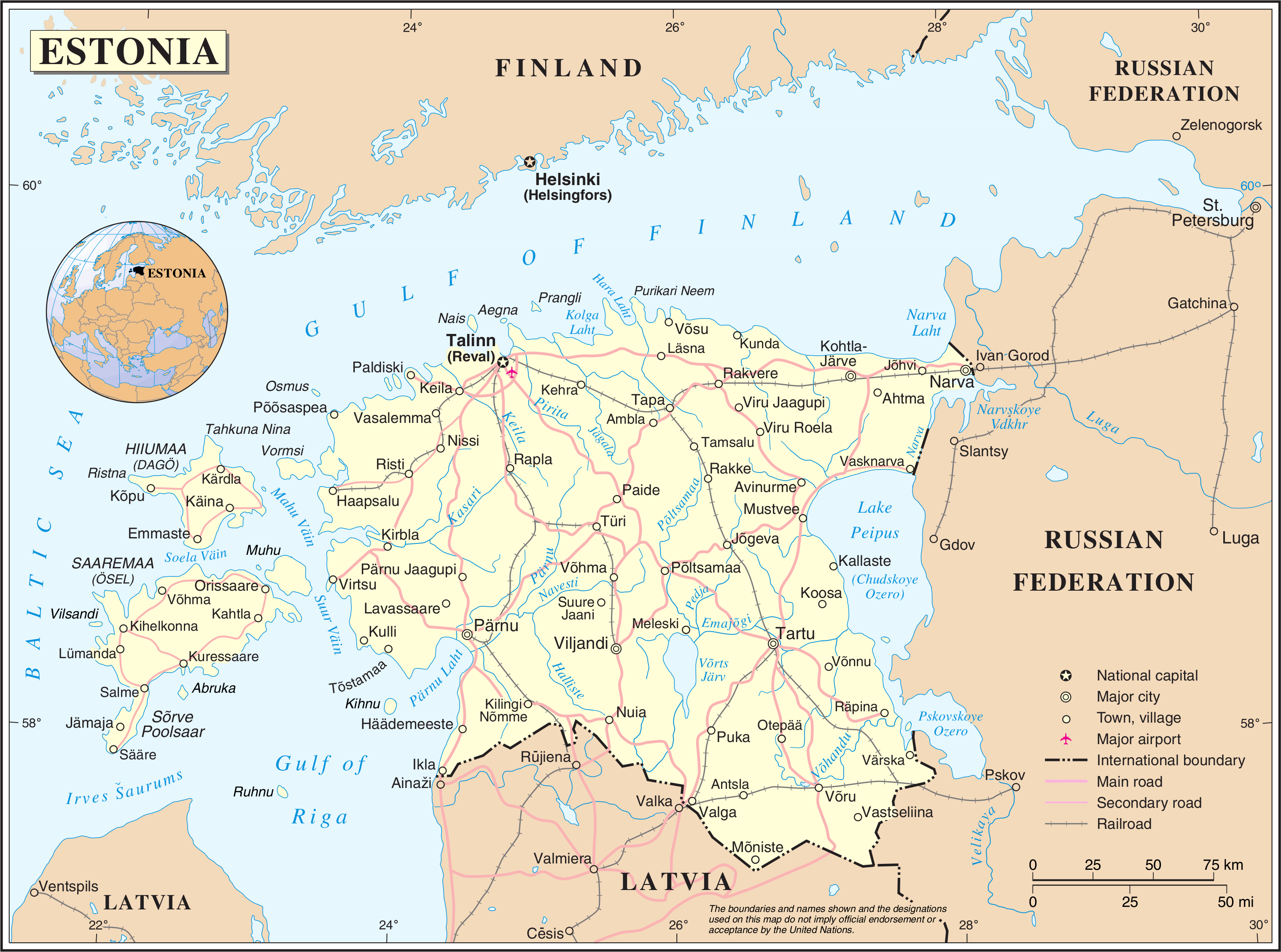
UNO-Karte von Estland

▶ Liste(n) der Hallenkirchen – Übersicht
Anzahl: 8
| Ort                       | Kirche                                                | Anmerkungen                                                                             | Fotos | Fotos    |
| ------------------------- | ----------------------------------------------------- | --------------------------------------------------------------------------------------- | ----- | -------- |
| Harju-Risti, Gem. Hiiumaa | Risti kirik (CC)                                      |                                                                                         |       | und Link |
| Jõelähtme                 | Neitsi Maarja (CC)                                    | 1220–1241 und 14./15. Jh.                                                               |       |          |
| Nõo                       | Nõo kirik (CC)                                        | 1250–1260                                                                               |       |          |
| Otepää                    | (CC)                                                  | Proportionen außen klassizistisch, neugotische Innenaufteilung aus Gusseisen u./o. Holz |       |          |
| Rakvere                   | Kolmainu kiri (t. Koloman) (CC)                       | Anfänge 1437, im späten 17. Jh. zerstört und wiederhergestellt                          |       |          |
| Tallinn                   | Püha Vaimu kirik Heiliggeistkirche                    | gotisch, zweischiffig                                                                   |       |          |
| Tallinn                   | Rootsi-Mihkli kirik (Schwedische Michaelskirche) (CC) |                                                                                         |       |          |
| Tartu                     | Pauluse kirik (Pauluskirche) (CC)                     | neugotisch                                                                              |       |          |